# Enrique Morente
Pour les articles homonymes, voir Morente et Cotelo.
Enrique Morente Cotelo, plus connu sous le nom de Enrique Morente, né à Grenade le 25 décembre 1942 et mort le 13 décembre 2010 à Madrid, est un chanteur espagnol de flamenco et une figure controversée du flamenco moderne.
Après des débuts traditionnels, Enrique Morente s'est lancé dans l'expérimentation, écrivant de nouvelles mélodies pour le cante (le chant flamenco) et jouant avec des musiciens de tous styles, sans renoncer pour autant à ses racines (le chant traditionnel flamenco),, En dépit des critiques sévères venant des puristes les plus extrêmes parmi le public et les critiques,, il est probablement le chanteur de flamenco moderne le plus influent, qui non seulement a innové, mais dont on peut dire qu'il a créé également la tradition : certains de ses cantes ont été interprétés par d'autres chanteurs tels que Camarón de la Isla, Mayte Martín, Carmen Linares, Miguel Poveda, Segundo Falcón et Arcángel.

## Biographie

### Débuts
Enrique Morente, né dans le quartier d'Albaicín à Grenade, a commencé à chanter comme seise (un membre d'un groupe d'enfants qui chantent, dansent et jouent des castagnettes pendant certaines fêtes religieuses). Il s'est senti attiré par le chant flamenco dès l'enfance et il a eu la chance d'apprendre lors des réunions de famille et d'écouter des personnalités emblématiques de Grenade comme Cobitos, des membres de la famille Habichuela, ou Aurelio Sellés (Aurelio de Cádiz) :

« Le cante naît en vous quand vous écoutez le chant des villageois, le chant des gens là où ils sont nés. Des groupes de personnes qui se retrouvent dans une taverne et commencent à chanter, et puis vous les écoutez et vous vous mettez à chanter aussi : vous apprenez aux réunions familiales où tout le monde chante, tout le monde boit et tout le monde danse et… À part ça, il s'avère que, bien sûr, il vous faut de la technique, il vous faut une école, il vous faut apprendre. Afin de parvenir à cela, ce dont vous avez besoin… l'aide principale que vous pouvez avoir c'est d'avoir le goût pour ça et ensuite la capacité de savoir de qui apprendre et de quelles sources, où trouver le bon. Ensuite vous y êtes. »

— Site enriquemorente.com
Toutefois, cette appréciation de l'aspect populaire du flamenco ne signifie pas qu'il considérait le flamenco seulement comme « un art du peuple ». Un artiste flamenco, pour lui, a besoin de technique et de dévouement :

« C'est à nous, les artistes professionnels de flamenco, de faire du cante flamenco et à personne d'autre. Le flamenco, comme n'importe quel autre art, est un art de professionnels, bien que beaucoup de gens nous regardent étonnés et l'air de dire: quelles intéressantes petites créatures ! ou peut-être: oh ! quelle musique ces gens jouent ils ! et ainsi de suite. Et souvent les gens pensent peut-être qu'il faut avoir les doigts gonflés par le ramassage de pommes de terre pour être capable de jouer de la guitare avec sentiment. Remarque, ramasser des pommes de terre est tout aussi digne que de jouer de la guitare. Mais je peux vous dire qu'un homme -avec des doigts fins et sensibles ne sera pas capable de faire le ramassage des pommes de terre : et je peux aussi vous dire qu'un homme ayant les doigts enflés par le ramassage des pommes de terre se sera pas capable de jouer de la guitare parce qu'il n'a pas la dextérité et qu'il n'a pas le dévouement. C'est une profession comme toute autre à laquelle il faut se vouer complètement. C'est un art pour les professionnels. »

À l'adolescence, Morente est allé vivre à Madrid pour commencer une carrière de chanteur professionnel. Là, il a pu rencontrer d'anciens maîtres comme Pepe de la Matrona et Bernardo el de los Lobitos, et a appris d'eux autant qu'il a pu. Pepe de la Matrona a pris un intérêt particulier dans l'enseignement du jeune chanteur: "Ce n'est pas tant l'intonation d'Enrique Morente, ses registres ou son style mélismatique (voir mélisme) qui ont suscité cet intérêt mais plutôt son attitude envers les choses, son respect et sa capacité d'apprentissage." À Madrid, il a commencé à chanter dans des "peñas flamencas" (clubs pour les amateurs de flamenco). En 1964, il a signé un contrat avec le Ballet de Marienma, avec lequel il s'est produit au Pavillon de l'Espagne à la Foire internationale de New York et à l'ambassade d'Espagne à Washington. Plus tard, il a pris part à un festival de flamenco au Teatro de los Alcázares de los Cristianos Reyes, partageant l'affiche avec Juan Talega, Fernanda et Bernarda de Utrera, Gaspar de Utrera, Tomás Torre et Antonio Mairena. Au cours de cette année et la suivante, il a également tourné en Europe et au Japon avec différentes compagnies de danse flamenca, et a été employé dans plusieurs "tablaos" (lieux pour le flamenco) à Madrid, comme Las Cuevas de Nemesio, Zambra et El Café de Chinitas.

### Premiers albums
Morente a fait son premier disque, Cante flamenco, en 1967 avec le guitariste Félix de Utrera. Il a reçu un prix mention spéciale de la Catédra Flamencología (Chaire de flamencologie) et a été suivi par Cantes antiguos del flamenco (1969), avec le guitariste Niño Ricardo. Ses premiers albums sont strictement classiques et montrent une connaissance approfondie du flamenco traditionnel, une rare qualité pour les chanteurs de sa génération. Au cours de cette période, il a également eu un premier contact avec le guitariste Manolo Sanlúcar, avec lequel il a coopéré à plusieurs reprises. Sanlúcar l'a accompagné lors de son concert à l'Ateneo de Madrid, la première fois qu'un chanteur de flamenco s'est produit dans cette prestigieuse institution culturelle.
Dans son album suivant, Homenaje flamenco a Miguel Hernández ("Hommage flamenco à Miguel Hernández") en 1971, il a commencé à utiliser des textes de poètes remarquables, ce qu'il a fait fréquemment par la suite. Plus tard, il enregistrait des chants flamencos avec des textes de Federico García Lorca, Jean de la Croix, Lope de Vega, Al Mutamid, Antonio Machado et Manuel Machado, Jorge Guillén, et d'autres. Peu de temps après, un enregistrement public illégal a été publié aux Pays-Bas.

« Ce qui retient le plus l'attention dans ses premières productions, c'est le soin qu'il consacre aux paroles de ses cantes. C'est probablement la première étape dans sa carrière future en tant que novateur dans le flamenco. Les poèmes de Miguel Hernández, par exemple, sont devenus immortels à travers des morceaux émouvants comme la Nana de la Cebolla ou El Niño Yuntero. Avec l'engagement qu'il a montré, dans ces poèmes, contre le régime franquiste, il est devenu le chanteur flamenco favori de l'opposition de gauche dans le pays, ainsi que l'un des premiers novateurs. »

En 1971 et 1972, il a fait une tournée au Mexique avec le guitariste Parrilla de Jerez et la danseuse Ana Parilla (tournée qui comprenait une représentation à l'auditorium de la Universidad de Las Americas) et a joué au Lincoln Center (où il reviendrait en 1973) et à l'Institut espagnol de New York. En 1972, il a également reçu le "Premio Nacional del Cante" (Prix National de chant flamenco) de la Cátedra de Flamencología (Chaire de flamencologie) de Jerez de la Frontera.

### L'alternance de la tradition et de l'innovation
Il est revenu au chant flamenco traditionnel avec son album Homenaje a Don Antonio Chacón ("Hommage à Antonio Chacón"), en 1977, qui a obtenu le Prix national pour le meilleur album de musique folk accordé par le Ministère de la Culture. Dans cet album, Morente défend le chanteur Antonio Chacón comme étant le créateur de la Granaína et une figure fondamentale du flamenco dans les premières décennies du XXe siècle, lequel avait été, néanmoins, relégué, du point de vue de la "flamencologie" des années 1950 à 1970, au rang de représentant du flamenco non gitan que cette génération considérait comme impur. Toutefois, dans cette alternance entre tradition et innovation typique de Morente, cet album a été immédiatement suivi, en 1978, par Despegando ("Décollage"), cette fois dans un état d'esprit novateur: le titre lui-même est, en fait, une déclaration d'intentions.
En 1981, il a présenté un nouveau spectacle, Andalucía hoy ("Andalousie aujourd'hui"), qu'il allait plus tard donner au théâtre de l'Olympia à Paris. En 1982, certains de ses morceaux ont été choisis par le flamencologiste José Blas Vega pour figurer dans l'anthologie du flamenco Magna Antología del Cante (une collection complète des divers styles traditionnels de chants flamenco) afin d'illustrer des chants tels que les tarantas d'Almería, plusieurs types de cartageneras, les fandangos de Frasquito Yerbabuena, et toutes les malagueñas et granaínas créées par Antonio Chacón.
En 1990, lors d'un nouveau retour à la tradition, il a enregistré l'album Morente-Sabicas, avec le guitariste Sabicas. L'année suivante, il a créé et enregistré une messe flamenca, style  de création musicale ayant déjà des précédents, comme celle enregistrée par Antonio Mairena, Luis Caballero, et Naranjito de Triana en 1968. Cependant la messe de Morente est totalement différente de toutes les précédentes. Alors que les messes flamencas antérieures avaient essentiellement essayé d'adapter le chant flamenco traditionnel à la liturgie, Morente n'a pas eu d'intention liturgique, et a mélangé le flamenco à d'autres genres musicaux comme le chant grégorien. À propos de cette messe, Morente a dit avec une pointe d'humour :

« À un moment donné, j'ai pensé que je pourrais la dédier au pape Clément, celui de l'Église chrétienne palmarienne des Carmélites de la Sainte-Face, mais je me suis alors rappelé qu'il avait canonisé Franco, Primo de Rivera, Carrero Blanco et tous ces gars-là et, tandis que, d'une part j'ai pensé que cela en était plus drôle encore, d'autre part, j'ai pensé que la plaisanterie pourrait être interprétée de façon étrange et je ne l'ai pas fait, bien que j'étais sur le point de le faire. Mais le disque a été fait avec sincérité et avec une intention de vérité, peu importait le résultat, et j'ai pensé qu'une telle blague lui nuirait un peu... et là était la limite ! »

### Dernières œuvres
En 1995, il est apparu chantant une Siguiriya dans le film de Carlos Saura Flamenco et a enregistré son disque le plus controversé : Omega, avec le groupe punk rock Lagartija Nick et avec la participation de guitaristes comme Tomatito, Vicente Amigo, Juan Manuel Cañizares ou Miguel Ángel Cortés et des percussionnistes comme Tino di Geraldo. Le Flamenco et le punk rock se mêlent à des re-créations de chansons de Leonard Cohen, à des textes de Federico García Lorca issus de son livre Poeta en Nueva York (Un poète à New York), le tout avec des paroles de flamenco traditionnel. L'œuvre a été jouée lors du Festival international de Benicàssim en 2008, sous le titre Morente Omega con Lagartija Nick.
2001 a vu la republication d'un album très recherché de Morente, Enrique Morente en la Casa Museo de García Lorca de Fuentevaqueros, une série de chansons basées sur la poésie de Federico García Lorca. L'enregistrement avait été réalisé en studio à Madrid, en 1990, et avait été commandé par la Diputación de Granada (Conseil régional de Grenade). Seule une édition limitée a été faite et les copies ont été envoyées comme cadeaux à des personnes bien particulières. Sur le marché des disques d'occasion, ces copies ont atteint 25 000 pesetas (150 euros).
Un autre album intéressant de Morente, El Pequeño Reloj ("la petite horloge"), a vu le jour en 2003. Alors que la deuxième moitié de l'album est une série, plus ou moins aléatoire, de chansons, la première moitié comprend une surprenante série de chansons qui sont divisées en deux parties : dans la première partie du morceau, la voix de Morente est superposée à de vieux enregistrements 78 tours des vieux maîtres de la guitare flamenca comme Ramón Montoya, Sabicas ou Manolo de Huelva, tandis que la seconde partie est un développement moderne du même palo (morceau), accompagné à la guitare par le jeune guitariste novateur Niño Josele.

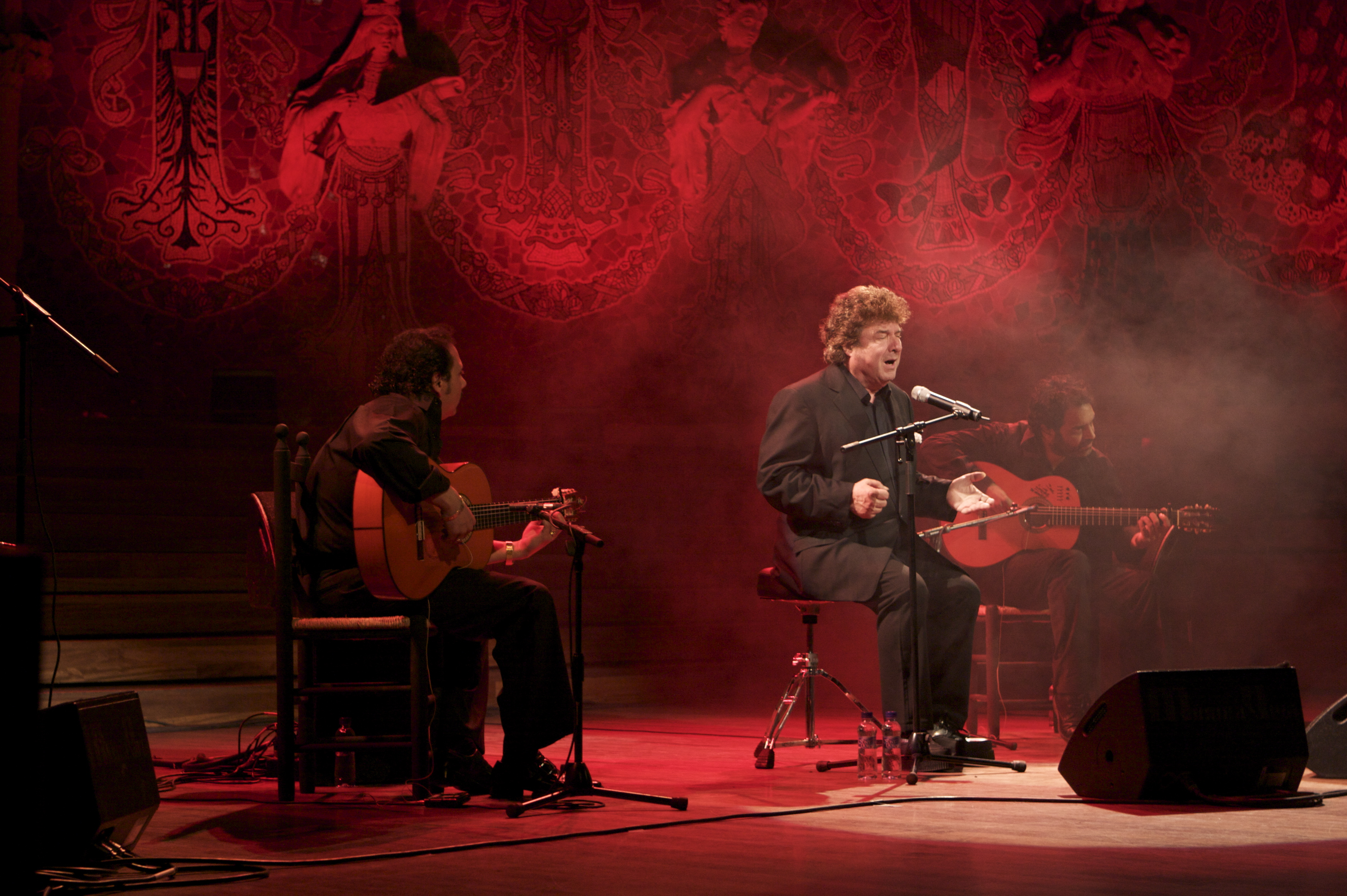
Enrique Morente en concert au palais de la musique catalane le 13 mars 2009.

Bien qu'il ne connaisse pas la notation musicale, il a composé des musiques pour des pièces de théâtre, des films et pour la télévision, telles que Las Arrecogidas del Beaterio de Santa María Egipcíaca, la musique de Œdipe roi avec José Luis Gómez.
Il a essayé de mélanger le flamenco à la musique classique dans des œuvres comme Fantasía de cante jondo para voz y orquesta (« Fantaisie de Cante jondo pour voix et orchestre ») avec le pianiste Antonio Robledo, les guitaristes Juan Habichuela et Gerardo Núñez, et l'Orchestre Symphonique de Madrid, dirigé par Luis Izquierdo en 1986, ou comme Allegro Soleá, qu'il a présenté à la Biennale de Flamenco de Séville en 1990. Dans la lignée du mélange entre le flamenco et d'autres styles musicaux, il a collaboré au spectacle Macama Jonda de José Heredia Maya, avec l'Orchestre andalou de Tétouan et Abdessadeq Cheqara, ou avec le Chœur des voix bulgares Angelite. Dans son album Omega, déjà mentionné, il a mélangé le chant flamenco au punk rock, à la musique de Leonard Cohen et aux poèmes de Federico García Lorca. Dans le spectacle África-Cuba-Cai il a mélangé le flamenco à la musique du Sénégal et de Cuba (Cai est la façon dont Cadix est prononcée en dialecte andalou). Le spectacle souligne également les liens historiques existants entre la musique cubaine et le flamenco : « Elle a toujours été proche du flamenco, depuis le chemin du retour, car les bateaux partaient de Cadix pour Cuba, certains revenaient et d'autres restaient là-bas, ça a toujours été comme ça. Difficile de trouver un style musical n'ayant pas intéressé Morente. Après un de ses concerts avec l'Orchestre Cheqara de Tétouan, il a déclaré: "…si je devais publier un CD pour chaque culture que j'ai mélangée il me faudrait publier environ 7 ou 8 CD par an. Cela serait bien - si la maison de disques me payait pour ça je pourrais alors m'acheter une maison.". »
En raison de son approche novatrice, il a été largement fustigé par la critique et le public flamenco le plus traditionaliste : « Inutile de dire que tout ceci a été un véritable calvaire pour Morente, car le flamenco est toujours un monde très fermé, où la moindre tentative de nouveauté est considérée comme un péché mortel d'hérésie. » Bien que l'œuvre de Morente soit maintenant largement reconnue par la plupart des critiques et ait inspiré de nombreux chanteurs de la jeune génération comme Mayte Martín ou Arcángel, une partie de la critique et du public traditionaliste continuent à dénigrer son travail :

« Des Aficionados se grattaient la tête après le spectacle essayant de comprendre exactement quel palo - le cas échéant - Morente avait effectué la plupart du temps. 'Rappelez-vous les jours anciens où l'on pouvait effectivement reconnaître quels palos étaient joués ?' »

Le préjugé ethnique n'est souvent pas étranger à ces critiques. Un bon nombre de critiques de flamenco et du public ont découvert le flamenco au moment de la période de «révision», dirigée par des chanteurs tels que Antonio Mairena et des critiques comme González Climent ou Ricardo Molina, pour qui le chant flamenco pur serait le patrimoine des gitans, que les non gitans ne pourraient qu'essayer d'imiter en vain sans jamais parvenir à son essence. Dans la même revue citée ci-dessus on peut lire : «Et une fois que vous avez ressenti vraiment le chant gitan, l'érudition d'un artiste comme Morente semble pâle comme la flamme d'une bougie à côté d'une torche enflammée." Ce point de vue sur Morente, bien que très répandu dans les années soixante-dix et quatre-vingt, a presque disparu. La controverse entre tradition et innovation, chant gitan et non gitan et d'autres sujets si communs il y a vingt ans, est maintenant relativement limitée à une partie restreinte du public, tandis que la plupart des fans de flamenco et les critiques reconnaissent l'intelligence et l'engagement artistiques profonds de Morente :

« Cela vient de l'homme qui ne chante jamais deux fois de la même manière, qui cherche sans relâche cette modulation nouvelle, cette gamme inouïe, le changement de ton qui correspond le mieux au sentiment désiré et aux intentions à un moment donné. La solution de facilité serait tout autre. Pour faire ce qu'Enrique fait, il faut de grandes capacités intellectuelles et un grand engagement émotionnel. Il prend les bases communes parfaitement définies par la tradition, et construit du nouveau sur ces dernières avec tout le potentiel imaginable du flamenco. »

## Prix
- Premier prix au concours Málaga Cantaora (1967)
- Prix national de chant flamenco accordé par la Chaire de flamencologie et d'études folkloriques de Jerez de la Frontera (1972)
- Prix national du meilleur enregistrement folk, délivré par le ministère de la Culture (1978)
- Nommé membre d'honneur du Club de musique et de jazz San Juan Evangelista (1989)
- Prix national de musique, ministère de la Culture, décerné à un chanteur de flamenco pour la première fois (1994)
- Médaille d'or de la Chaire de flamencologie de Jerez de la Frontera (1995)
- Compás del Cante (1995)
- Galardon de Honor de los Premios de la Música, décerné par le ministère de la Culture (1998)
- Prix Pastora Pavón (« Niña de los Peines »), décerné par le Gouvernement autonome d'Andalousie (2004)
- Médaille de l'Andalousie, décernée par le Gouvernement autonome d'Andalousie (2005)
- Médaille d'or du mérite des beaux-arts par le ministère de l'Éducation, de la Culture et des Sports (2005)[18]
- Prix national de la critique pour le meilleur DVD et le meilleur disque de chant flamenco pour Morente Suena la Alhambra (2006)
- Prix national de musique du meilleur album flamenco pour Morente Suena la Alhambra (2006)
- Morato de Oro, décerné par Peña El Morato (2006)
- Meilleur enregistrement flamenco, prix Deflamenco.com (2006)

## Films
- Flamenco. Réalisé par Carlos Saura (1995)
- Morente Suena La Alhambra. Réalisé par José Sánchez-Montes (2005)
- Iberia. Réalisé par Carlos Saura (2005)
- Morente, Flamenco y Picasso. Réalisé par Emilio Ruiz Barrachina (2011)

## Albums
- Cante flamenco (1967)
- Cantes antiguos del flamenco (1969)
- Homenaje flamenco a Miguel Hernández (1971)
- Morente en vivo, Díscolo, (1981), enregistrement public illégal
- Se hace camino al andar (1975)
- Homenaje a Don Antonio Chacón (1977)
- Despegando (1977)
- Sacromonte (1982)
- Cruz y Luna (1983)
- Enrique Morente en la Casa Museo de Federico García Lorca de Fuentevaqueros (1990); Republié (2001)
- Esencias flamencas (1988)
- Morente - Sabicas (1990)
- Misa flamenca (1991)
- Negra, si tú supieras (1992)
- Alegro, Soleá y Fantasía del Cante Jondo (1995)
- Omega (1996)
- Morente – Lorca (1998)
- El pequeño reloj (2003)
- Morente sueña la Alhambra (2005)
- Pablo de Málaga (2008)